# Curtis (musikalbum av Curtis Mayfield)
Curtis är Curtis Mayfields debutalbum som soloartist, utgivet i september 1970 på skivbolaget Curtom Records.

## Låtlista
Alla låtar är skrivna och komponerade av Curtis Mayfield. 
| 1. | (Don't Worry) If There's a Hell Below, We're All Going to Go | 7:50 |
| 2. | The Other Side of Town                                       | 4:01 |
| 3. | The Makings of You                                           | 3:43 |
| 4. | We the People Who Are Darker Than Blue                       | 6:05 |

| 5. | Move On Up         | 9:00 |
| 6. | Miss Black America | 2:53 |
| 7. | Wild and Free      | 3:16 |
| 8. | Give It Up         | 3:49 |